# 鳥取県道215号土師停車場線
鳥取県道215号土師停車場線（とっとりけんどう215ごう はじていしゃじょうせん）は、鳥取県八頭郡智頭町を通る一般県道である。

## 概要
八頭郡智頭町大字三吉から八頭郡智頭町大字埴師に至る。

### 路線データ
- 起点：鳥取県八頭郡智頭町大字三吉（JR西日本因美線 土師駅前）
- 終点：鳥取県八頭郡智頭町大字埴師（埴師交差点、国道53号交点）

## 地理

### 通過する自治体
- 鳥取県
  - 八頭郡智頭町

### 交差する道路
| 交差する道路 | 交差する場所 | 交差する場所      |
| ------------ | ------------ | ----------------- |
| 国道53号     | 大字埴師     | 埴師交差点 / 終点 |

### 沿線
- JR西日本因美線 土師駅